# Loïc Attely
Loïc Attely (Cambrai, 26 de noviembre de 1977) es un deportista francés que compitió en esgrima, especialista en la modalidad de florete.
Ganó cuatro medallas en el Campeonato Mundial de Esgrima entre los años 2001 y 2006, y dos medallas de bronce en el Campeonato Europeo de Esgrima entre los años 2000 y 2005.
Participó en los Juegos Olímpicos de Atenas 2004, ocupando el quinto lugar en el torneo por equipos y el 12.º en la prueba individual.

## Palmarés internacional
| Campeonato Mundial | Campeonato Mundial     | Campeonato Mundial | Campeonato Mundial  |
| Año                | Lugar                  | Medalla            | Prueba              |
| ------------------ | ---------------------- | ------------------ | ------------------- |
| 2001               | Nimes (Francia)        | Medalla de oro     | Florete por equipos |
| 2001               | Nimes (Francia)        | Medalla de plata   | Florete individual  |
| 2002               | Lisboa (Portugal)      | Medalla de plata   | Florete por equipos |
| 2006               | Turín (Italia)         | Medalla de oro     | Florete por equipos |
| Campeonato Europeo |                        |                    |                     |
| Año                | Lugar                  | Medalla            | Prueba              |
| 2000               | Funchal (Portugal)     | Medalla de bronce  | Florete individual  |
| 2005               | Zalaegerszeg (Hungría) | Medalla de bronce  | Florete por equipos |